# Hey Mama
«Hey Mama» — песня хип-хоп группы The Black Eyed Peas.

## О песне
Песня «Hey Mama» вышла в качестве отдельного сингла к альбому Elephunk и была выпущена 12 января 2004 года. Композиция была написана в стиле дэнсхолл, основанном на ритмах рэгги. Песня также использовалась во время рекламной кампании Apple, приуроченной к запуску онлайн-магазина iTunes Store в 2003 году.
Видеоклип «Hey Mama» стал лауреатом премии MTV Video Music Awards 2004 в категории «Лучшая хореография». Клип также был номинирован в категориях «Лучшее хип-хоп видео» и «Лучшее танцевальное видео», но проиграл видеоработам «Hey Ya!» группы Outkast и «Yeah!» Ашера соответственно. Песня была номинирована на получение премии «Грэмми» в категории «Лучшая рэп-песня», но уступила «Jesus Walks» Канье Уэста.

## Чарты
| Чарт (2004)                         | Наивысшая позиция |
| ----------------------------------- | ----------------- |
| Argentina Top 20                    | 2                 |
| Австралия (ARIA)                    | 4                 |
| Австрия (Ö3 Austria Top 40)         | 4                 |
| Бельгия/Фландрия (Ultratop 50)      | 6                 |
| Бельгия/Валлония (Ultratop 50)      | 25                |
| Дания (Tracklisten)                 | 8                 |
| Франция (SNEP)                      | 18                |
| Финляндия (Suomen virallinen lista) | 14                |
| Германия (GfK)                      | 5                 |
| Венгрия (Single Top 40)             | 5                 |
| Ирландия (IRMA)                     | 5                 |
| Италия (FIMI)                       | 8                 |
| Нидерланды (Single Top 100)         | 6                 |
| China Top 20                        | 2                 |
| Новая Зеландия (Recorded Music NZ)  | 4                 |
| Норвегия (VG-lista)                 | 6                 |
| AFP                                 | 2                 |
| TopHit 100                          | 105               |
| Великобритания (OCC UK Singles)     | 6                 |